# Parafia Matki Bożej Budsławskiej w Mińsku
Parafia Matki Bożej Budsławskiej w Mińsku – rzymskokatolicka parafia znajdująca się w archidiecezja mińsko-mohylewskiej, w dekanacie Mińsk-Zachód, na Białorusi.

## Historia
Parafia na Kamiennej Górce w Mińsku została utworzona w 1996 r. W 2005 roku poświęcono tymczasową kaplicę.
Budowę kościoła parafialnego pw. Matki Bożej Budsławskiej rozpoczęto w 2008 r. 1 lipca 2012 roku metropolita Tadeusz Kondrusiewicz poświęcił kamień węgielny przywieziony z Sanktuarium w Budsławiu. Świątynia została konsekrowana 3 lipca 2016 roku przez arcybiskupa wiedeńskiego kard. Christopha Schönborna OP. Była to pierwsza od 105 lat konsekracja kościoła katolickiego w Mińsku.